# اکسی‌توسین (دارو)
اکسی‌توسین صناعی (انگلیسی: Oxytocin) که با نام تجاری پیتوسین هم شناخته می‌شود، یک داروی تجویزی (با نسخه و اضطراری) است که از پپتید اکسی‌توسین ساخته می‌شود. اکسی توسین طبیعی بدن که در مغز و اعصاب ترشح می شود به هورمون عشق و محبت شهرت دارد. و برای القای انقباضات رحمی و زایمان، افزایش سرعت پیشرفت زایمان و متوقف نمودن خونریزی بعد از زایمان تجویز می‌شود. برای این منظور لازم است این دارو به صورت عضلانی یا وریدی تزریق شود.
اکسی‌توسین همچنین به صورت اسپری داخل بینی برای استفاده در مصارف روان‌پزشکی، اختلالات غدد درون ریز و مدیریت وزن به‌عنوان دارویی کمکی موجود است. اکسی‌توسین داخل بینی با مکانیسمی متفاوت از اکسی‌توسین تزریقی عمل می‌کند، به این صورت که در امتداد عصب بویایی که از سد خونی مغز عبور می‌کند، بالا رفته و به لوب بویایی در مغز می‌رسد، جایی که «نورون‌های بزرگ و متراکم اکسی‌توسین» آن را دریافت می‌کنند.
استفاده از اکسی‌توسین صناعی به عنوان یک داروی تزریقی برای القای زایمان می‌تواند منجر به انقباض بیش از حد رحم شود که سلامت نوزاد را به خطر می‌اندازد. اثرات جانبی دارو در مادر شامل حالت تهوع و ضربان قلب آهسته است که شایع هستند. عوارض جانبی جدی شامل خطر پارگی رحم با دوزهای بیش از حد و همچنین مسمومیت آب است. حساسیت دارویی از جمله آنافیلاکسی نیز محتمل است.
حضور طبیعی اکسی‌توسین در بدن انسان نخستین بار در سال ۱۹۰۶ کشف شد. این دارو در فهرست داروهای ضروری سازمان جهانی بهداشت قرار دارد.

## مصارف پزشکی
از تزریق آهسته داخل وریدی اکسی‌توسین برای القای زایمان و پیشبرد از زایمان (در صورت کندی روند زایمان) در صورت شکست تست استرس انقباضی استفاده می‌شود. هنوز معلوم نیست که مصرف دوزهای بیشتر از حد استاندارد، برای القای زایمان بهتر است یا خیر. اکسی‌توسین تا حد زیادی جایگزین ارگومترین به عنوان داروی اصلی برای افزایش تُن رحم در خونریزی‌های حاد پس از زایمان شده‌است. اکسی‌توسین همچنین در دام‌پزشکی برای تسهیل زایمان و تحریک ترشح شیر استفاده می‌شود.
داروی توکولیتیک آتوسیبان، آنتاگونیست گیرنده اکسی‌توسین است و در بسیاری از کشورها جهت جلوگیری از زایمان زودرس بین هفته‌های ۲۴ تا ۳۳ بارداری تأیید شده‌است. این دارو عوارض جانبی کمتری نسبت به داروهایی مانند ریتودرین، سالبوتامول و تربوتالین دارد که قبلاً برای این منظور استفاده می‌شدند.
اکسی‌توسین برای بهبود و افزایش میزان شیردهی مفید نیست.

## موارد منع مصرف
تزریق اکسی‌توسین صناعی در هر یک از شرایط زیر منع مصرف دارد:
- عدم تناسب اندازهٔ سر جنین و لگن مادر
- وضعیت‌های غیرعادی قرارگیری جنین در رحم یا وضعیت نامطلوب نمایش سر در کانال زایمانی (به عنوان مثال، قرار عرضی جنین) به نحوی که زایمان بدون تغییر دادن وضعیت قرارگیری جنین ممکن نباشد.
- اورژانس‌های مامایی که در آن نسبت خطر به سود برای مادر یا جنین جراحی را ناگزیر کند.
- سندرم دیسترس جنینی هنگامی که زایمان قریب‌الوقوع نیست.
- فروافتادگی بند ناف
- انقباض‌های رحم به اندازه کافی پیشرفت نمی‌کند.
- رحم هیپوتوینک یا هیپرتونیک
- هر وضعیتی که در آن انجام زایمان طبیعی ممنوع است (به عنوان مثال، سرطان مهاجم دهانه رحم، عفونت فعال تبخالی تناسلی، جفت سر راهی کامل)، عروق سرراهی، تظاهر بند ناف یا فروافتادگی بند ناف
- اسکار زحم در رحم یا دهانه رحم به‌جا مانده از عمل سزارین قبلی یا جراحی بزرگ دهانه رحم یا رحم (مثلاً ترانس‌فوندال)
- سر جنین وارد دهانه لگن نشده باشد.
- سابقهٔ بیش‌حساسیتی به اکسی‌توسین یا اجزای سازندهٔ داروی آن

## عوارض جانبی
اکسی‌توسین در صورت استفاده در دوزهای توصیه‌شده نسبتاً ایمن است و عوارض جانبی غیرمعمول است. این عوارض در مادران گزارش شده‌است:
- خونریزی زیر عنکبوتیه
- افزایش فشار خون
- آریتمی‌های قلب شامل تاکی‌کاردی، برادی‌کاردی و انقباض زودرس بطنی
- اختلال در جریان طبیعی خون رحم
- بروز هماتوم لگنی
- کاهش شدید فیبرینوژن
- تهوع و استفراغ
- آنافیلاکسی[۳]
- افزایش جریان خون جنین

مشخص شده‌است که دوزهای زیاد یا تجویز طولانی‌مدت (۲۴ ساعت یا بیشتر) منجر به انقباضات کزازی رحم، پارگی رحم، خونریزی پس از زایمان و مسمومیت آب می‌شود که گاهی کشنده است.
«مؤسسه به‌کارگیری ایمن داروها» در سال ۲۰۱۲ اکسی‌توسین را به فهرست داروهای پرخطر در سرویس‌های مراقبت حاد اضافه شد. این لیست شامل داروهایی است که در صورت تجویز نادرست خطر جانی بالایی دارند.
در دوران بارداری، افزایش تحرک بافت رحم منجر به کاهش ضربان قلب، آریتمی قلبی، تشنج، آسیب مغزی و مرگ جنین یا نوزاد شده‌است.
استفاده از اکسی‌توسین هنگام زایمان با افزایش خطر افسردگی پس‌زایمانی در مادر مرتبط است.
توانایی یادگیری و برخی عملکردهای حافظه با تجویز مرکزی اکسی‌توسین مختل می‌شوند. همچنین، تجویز سیستمیک اکسی‌توسین می‌تواند بازیابی حافظه را در برخی از عملکردهای حافظه انزجاری مختل کند. با این حال، به نظر می‌رسد اکسی‌توسین یادگیری و حافظه را به‌طور خاص برای فراگیری اطلاعات اجتماعی تسهیل می‌کند. مردان سالمی که اکسی‌توسین داخل بینی دریافت کردند، حافظه بهتری را برای تشخیص چهره‌های انسان، به ویژه چهره‌های شاد نشان دادند.

## فارماکوکینتیک

### روش‌های تجویز

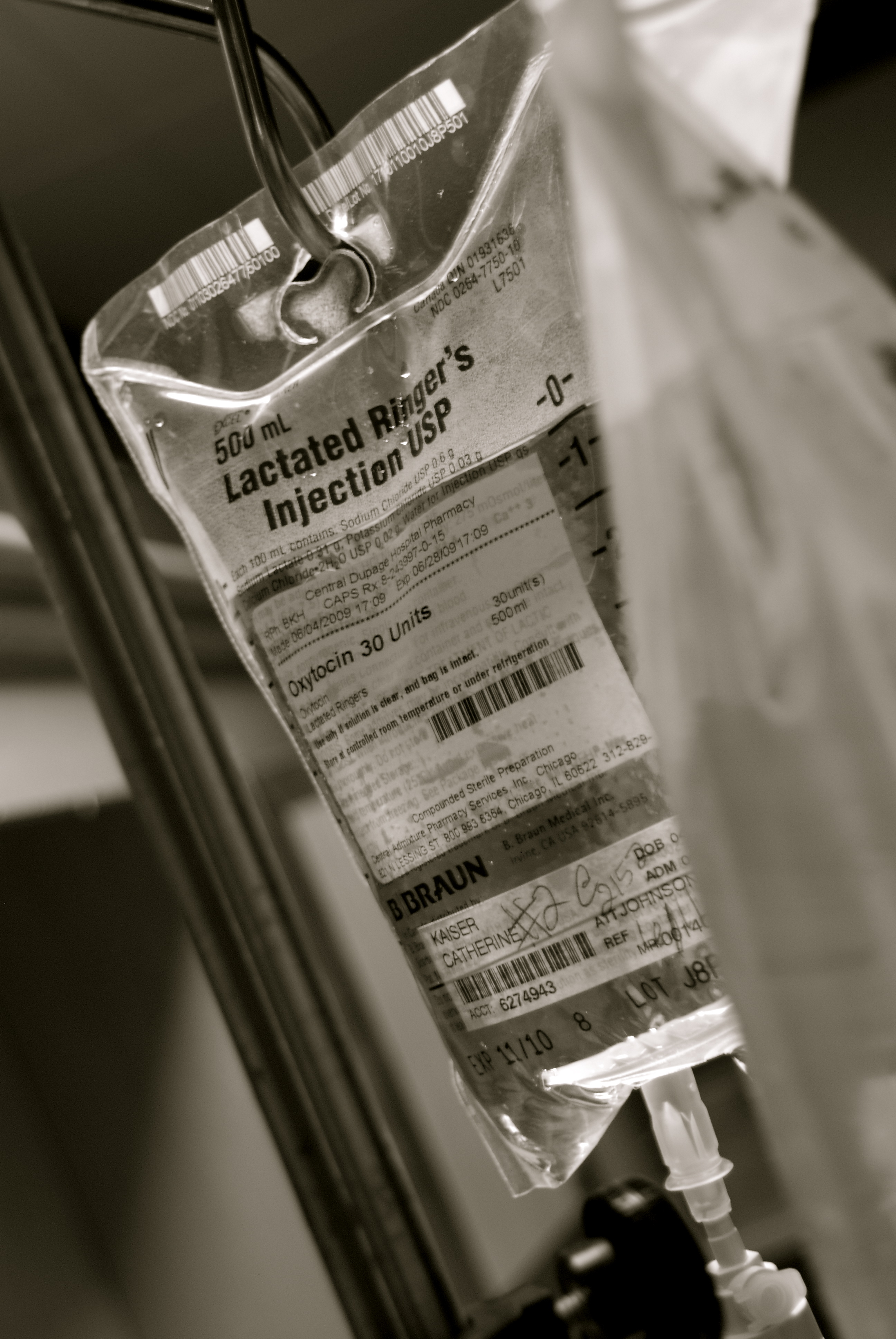
یک کیسه اکسی‌توسین برای انفوزیون داخل وریدی

یک واحد بین‌المللی اکسی‌توسین معادل ۲ میکروگرم از پپتید خالص آن است.
- تزریق: دوزهای بالینی اکسی‌توسین از طریق تزریق به داخل ماهیچه یا ورید برای ایجاد انقباض رحمی تجویز می‌شود.[۳] به نظر می‌رسد مقادیر بسیار کمی (کمتر از ۱٪) هنگام تجویز محیطی وارد دستگاه عصبی مرکزی در انسان می‌شود.[۱۸] این ترکیب در صورت تزریق داخل وریدی نیمه عمری در حدود ۳ دقیقه در خون دارد. تزریق داخل وریدی به ۴۰ دقیقه زمان نیاز دارد تا به غلظت ثابت دارویی و حداکثر پاسخ انقباضی رحم برسد.[۱۹]
- دهانی: اکسی‌توسین در قرص‌های جذب دهانی هم تجویز شده‌است، اما این روش دیگر رایج نیست.[۲۰]
- زیرزبانی: جذب اکسی‌توسین زیرزبانی بسیار ضعیف است.[۲۱]
- اسپری بینی: این دارو به خوبی پس از استعمال افشانه بینی از سد خونی مغزی عبور و به درون مغز جذب می‌شود و اثرهای سایکو اکتیو خود را اعمال می‌کند.[۲۲][۲۳] هیچ عارضه جانبی جدی و خطرناکی با استفاده کوتاه‌مدت از اکسی‌توسین با دوز ۱۸ تا ۴۰ واحد (۳۶ تا ۸۰ میکروگرم) ثبت نشده‌است.[۲۴] مدت زمان اثر مرکزی اکسی‌توسین درون بینی دست‌کم ۲٫۲۵ تا ۴ ساعت است.[۱][۲]
- خوراکی: اکسی‌توسین در دستگاه گوارش از بین می‌رود، بنابراین تجویز خوراکی دارو عملی نیست.

## تاریخچه
اثر اکسی‌توسین بر روی انقباض رحم توسط داروساز بریتانیایی هنری هلت دیل در سال ۱۹۰۶ کشف شد. اثر این هورمون در شیردهی توسط اوت و اسکات در سال ۱۹۱۰ و توسط شافر و مکنزی در سال ۱۹۱۱ توصیف شد.
اکسی‌توسین اولین هورمون پلی پپتیدی بود که توالی‌یابی یا سنتز شد. وینسنت دو وینیو در سال ۱۹۵۵ برای پژوهش‌هایش بر روی این ماده جایزه نوبل شیمی را دریافت کرد.

## ریشه‌شناسی
کلمه اکسی‌توسین از عبارت اُکسی‌توسیک ریشه گرفته‌است. اُکسیس در زبان یونانی یه معنی حاد و سریع، و توکوس به معنی زایمان است که معنای کلی‌اش می‌شود «زایمان سریع».

## جامعه و فرهنگ

### داروهای تقلبی
در کشورهای آفریقایی، برخی از محصولات اکسی‌توسین موجود در بازار داروهای تقلبی هستند.

## مصارف دیگر
خاصیت اعتمادافزایی اکسی‌توسین ممکن است به درمان اضطراب اجتماعی و افسردگی، اضطراب، ترس، و اختلالات اجتماعی، مانند اختلال اضطراب فراگیر، اختلال اضطراب پس از سانحه، اختلال اضطراب اجتماعی و همچنین اوتیسم و اسکیزوفرنی کمک کند. با این حال، در یک مرور سیستماتیک، تنها اختلال طیف اوتیسم اندازه تأثیر قابل توجه به تجویز دارو نشان داد.
افرادی که از اکسی‌توسین استفاده می‌کنند، شناخت بهتری برای نشانه‌های اجتماعی مثبت در مقابل نشانه‌های اجتماعی تهدیدآمیز از خود نشان می‌دهند و ترس را بهتر درک می‌کنند.
- طیف اوتیسم: اکسی‌توسین ممکن است در درمان اوتیسم نقش داشته باشد و روشی مؤثر در مدیریت رفتارهای تکراری و عاطفی این بیماری داشته باشد.[۴۰]
- مشاوره روابط بین فردی: استفاده از اکسی‌توسین در مدیریت روابط بین فردی و بهبود آن پیشنهاد شده‌است.[۴۱]